# Нуртас
Нуртас (каз. Нұртас, до 199? г. — Амангельды) — село в Сауранском районе Туркестанской области Казахстана. Входит в состав Ушкаикского сельского округа. Код КАТО — 512653200.

## Население
В 1999 году население села составляло 1577 человек (793 мужчины и 784 женщины). По данным переписи 2009 года, в селе проживало 1585 человек (775 мужчин и 810 женщин).